# Дупљајска колица
Дупљајска колица су назив за двоја колица која су откривена почетком 20. века у Банату, на локалитету Град (Дупљаја) у близини села Дупљаја, општина Бела Црква по коме су и добила назив. Милекер је сматрао да су нађена пре 1903. године у североисточном делу локалитета.

## Опис артефакта
Откривена су двоја колица од теракоте која припадају жутобрдској култури, дакле потичу из средњег бронзаног доба. Према претпоставкама, стара су око 3.500 година. Једна колица су са три точка и у њих су упрегнуте патке. Уз њих је нађен и поклопац. На другим колицима руда је поломљена, па имају само два точка. На колицима су људске фигуре, али са птичјим кљуном. Фигуре су представљене са звонастом сукњом и накитом који је урезан. И колица и точкови и идол (људска фигура) су богато украшени урезаним спиралама, круговима, шрафираним троугловима и другим геометријским мотивима, а на четири места и прастарим соларним симболом, такозваном свастиком, односно кукастим крстом. Специфична су у односу на каснија бронзана птичја колица из Немачке, Данске и Румуније, јер попут њих нису симетрична, односно иста са предње и задње стране.

## Врста артефакта
Дупљајска колица су обредни предмет изузетног верског значаја за преисторијски култ тог доба и говоре о тадашњим сложеним религиозним концепцијама и тесно су везана за култ плодности и вегетације.

## Аутентичност артефакта
Међутим, постоји и сумња у аутентичност налаза због необичне конструкције колица и приказивања фалоса испод сукње. Народна прича каже да су колица пронашли сељани из Дупљаје, али да су то били само парчићи. Леонард Бем, колекционар из Беле цркве је препознао њихову праву вредност, па их уз нечију занатску помоћ реконструисао. То је урађено тако стручно да се до данас не може са сигурношћу тврдити који део је аутентичан, а који је накнадно додат. Леонардов син Карл је 1929. продао оба примерка: већи Народном музеју у Београду, а мањи вршачком музеју.

## Тренутна локација артефакта
Колица се налазе у Народном музеју у Београду, а друга у Вршачком музеју.